# Lê Ích Mộc, Hải Phòng
Phường Lê Ích Mộc là một phường thuộc thành phố Hải Phòng.

## Địa lý
Phường Lê Ích Mộc có vị trí địa lý:
- Phía bắc giáp xã Việt Khê.
- Phía nam giáp phường Hồng An với ranh giới tự nhiên là sông Cấm.
- Phía đông giáp phường Lưu Kiếm và phường Thiên Hương.
- Phía tây giáp phường Nguyễn Đại Năng với ranh giới tự nhiên là sông Cấm.

## Lịch sử
Địa bàn phường Lê Ích Mộc trước đây thuộc huyện Thủy Nguyên, sau là thành phố Thủy Nguyên thuộc thành phố Hải Phòng. 
Ngày 16 tháng 6 năm 2025, Ủy ban Thường vụ Quốc hội bàn hành Nghị quyết sắp xếp các đơn vị hành chính cấp xã thuộc thành phố Hải Phòng năm 2025. Theo đó, sắp xếp toàn bộ diện tích tự nhiên, quy mô dân số của phường Quảng Thanh, một phần diên tích tự nhiên, quy mô dân số của phường Lê Hồng Phong và xã Quang Trung thành phường mới có tên gọi là phường Lê Ích Mộc.
Căn cứ theo đề án sắp xếp đơn vị hành chính cấp xã của thành phố Hải Phòng năm 2025, phường Lê Ích Mộc được thành lập từ:
- Toàn bộ diện tích tự nhiên là 5,72 km², quy mô dân số là 11.520 người của phường Quảng Thanh;
- Một phần diện tích tự nhiên là 18,04 km2, quy mô dân số là 32.557 người của xã Quang Trung;
- Một phần diện tích tự nhiên là 3,28 km2, quy mô dân số là 7.776 người của phường Lê Hồng Phong.

Phường Lê Ích Mộc có diện tích tự nhiên là 27,04 km2 (đạt 491,64% so với quy định), quy mô dân số là 51.853 người (đạt 115,23% so với quy định).
Về tên gọi, phường sử dụng tên Trạng nguyên Lê Ích Mộc, là người con của vùng đất này để đặt cho tên phường.